# Пещеры Каприкорн
Пещеры Каприкорн (англ. Capricorn Caves) — система пещер Каприкорн.
Находятся на северо-востоке Австралии.
Расположена в 23-х километрах севернее города Рокгемптон. Пещеры были впервые открыты в 1882 году, и почти сразу были превращены в популярный аттракцион. В настоящее время Пещеры Каприкорн является одной из старейших достопримечательностей в Квинсленде.
Формирование пещеры начались около 390 миллионов лет назад.